# Alessandra Monteiro de Oliveira Santos
Alessandra Monteiro de Oliveira Santos (1973) é uma bióloga, taxônoma, botânica, ecóloga, curadora e professora brasileira.

## Biografia
Em 2013, obteve a licenciatura em ciências biológicas pela Universidade Federal de Minas Gerais; um mestrado em curso, em ecologia, conservação e manejo de vida silvestre, supervisionado pelo Dr. Fernando Augusto de Oliveira e Silveira (1978), defendendo a tese "Estudos taxonômicos dás espécies de Lobelia L. (Campanulaceae Juss.) que ocorrem não Brasil", pela Universidade Estatal de Campinas (1988) e o doutorado em biologia vegetal, pela mesma instituição (2002).
Tem experiência em botânica e ecologia, em temas de intersecção entre os animais e as plantas e a dispersão de sementes. Desde 2010, é pesquisadora e professora na Universidade Federal de Minas Gerais, com experiência profissional em pesquisa e docência nas áreas de botânica: morfología e sistemática de dicotiledóneas.
Atua na identificação e nomeação de novas espécies para a ciência, desde abril de 2015, especialmente da família Moraceae, e em especial do género Dorstenia (veja mais abaixo o vínculo com o IPNI).

## Algumas publicações em congressos
- SANTOS, ALESSANDRA M. O.; KAMINO, L. H. Y.; BATISTA, J. A. N. 2013. Distribuição e riqueza de táxons do gênero Habenaria (Orchidaceae) no Brasil. In: Anais 64º Congresso Nacional de Botânica

- SANTOS, ALESSANDRA M. O.; RAMALHO, A. J.; KAMINO, L. H. Y.; BATISTA, J. A. N. 2012. Riqueza e endemismo do gênero Habenaria Willd. (Orchidaceae) no Estado de Minas Gerais, Brasil. In: Anais 63º Congresso Nacional de Botânica, Joinville

- SANTOS, ALESSANDRA M. O.; KAMINO, L. H. Y.; BATISTA, J. A. N. 2011. Base de dados, lista de espécies e biogeografia do gênero Habenaria Willd. (Orchidaceae) no Brasil

- SANTOS, ALESSANDRA M. O.; NORONHA, C. L. A.; SOUZA, G. L. E.; FREITAS, L. F. V.; LACERDA, M.; GUSTIN, M. B. S. 2007. Dinâmicas de grupo para discussão de conceitos básicos de direito e cidadania com adolescentes de bairros de periferia urbana: problematizando o processo

### Filiação
- Sociedade Botânica do Brasil[3]